# Realdania

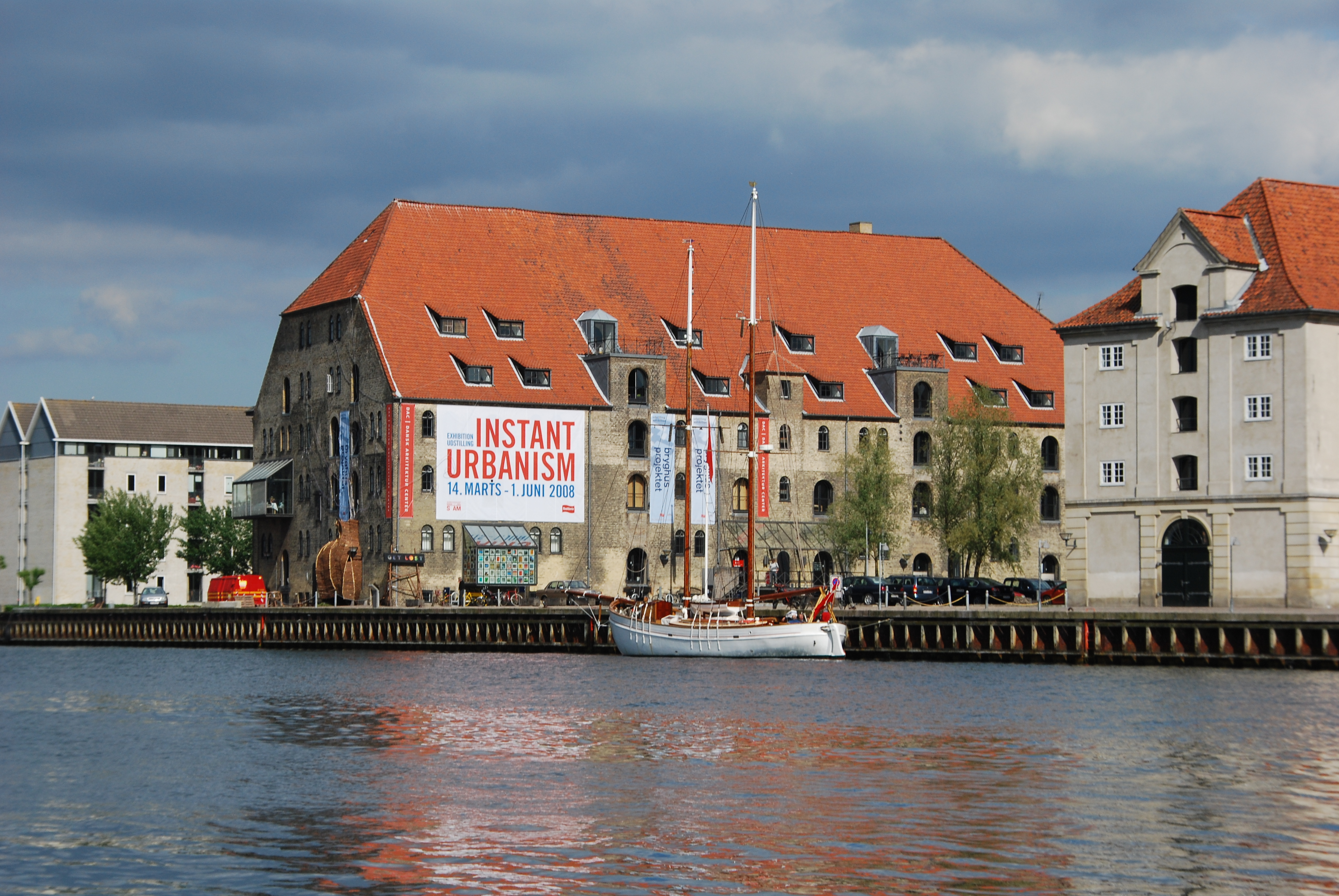
Dansk Arkitektur Center är ett av de projekt som stötts av Realdania.

Realdania är en dansk allmännyttig, affärsdrivande förening, vars syfte är att främja livskvalitet i fysisk miljö. Föreningen hade ett fondkapital på ungefär 16,8 miljarder danska kronor 2012, vars avkastning används för projekt som har att göra med bevarande av byggnadsverk och andra miljöer.
Realdania har 180 000 medlemmar, vilka är ägare av fast egendom i Danmark. Den styrs ytterst av ett representantskap på 109 ledamöter. Verksamheten påbörjades 2000, efter det att Foreningen KD sålt sin 60 procentiga andel i holdingbolaget RealDanmark A/S (med dotterbolagen Realkredit Danmark och BG-Bank) till Danske Bank. Foreningen KD etablerade sig därefter som Fonden Realdania med ett kapital på 17 miljarder danska kronor, en fond för stöd åt välgörande ändamål. Föreningen hette först Foreningen Realdanmark, sedan Fonden Realdania och numera Realdania.
Föreningen Realdania har de affärsdrivande dotterbolagen Realdania Byg A/S och Bolius.
År 2012 var kapitalet 16,8 miljarder danska kronor. Realdania donerade under året 754 miljoner danska kronor till filantropiska projekt. Antalet projekt som stöddes vid utgången av året var 628.
Realdania var 2013 ägare av fem procent av aktiekapitalet i Danske Bank.

## Projekt i urval
- Dansk Arkitektur Center, Köpenhamn
- Stadsbevarandeprojekt i Christiansfeld
- Holger Drachmanns hus i Skagen
- Kulturhavn Kronborg, Helsingør, 2004–13
- Upprustning av Köpenhamns befästning, 2006–14
- Ragnarock, Roskilde[1][2]
- Varminghuset i Gentofte
- Villa Poul Henningsen i Gentofte
- Den Blå Planet, Kastrup, Tårnby kommun, 2008
- Musikkens Hus, Aalborg, 2014
- Kulturhuset Dokk1 i Århus

## Styrelseordförande
- 2000–07: Jørgen Nue Møller
- 2007–09: Jean Brahe
- 2009–13: Jesper Nygård
- 2013– : Michael Brockenhuus-Schack